# Conleyidae
Conleyidae is een monotypische familie van krabben, behorende tot de superfamilie Goneplacoidea. Vernoemd naar Harry T. Conley.

## Systematiek
Deze familie omvat als enige geslacht: 
- Conleyus Ng & N. K. Ng, 2003